# Hrabstwo Johnson (Missouri)
Hrabstwo Johnson (ang. Johnson County) – hrabstwo w stanie Missouri w Stanach Zjednoczonych. Obszar całkowity hrabstwa obejmuje powierzchnię 833,03 mil2 (2 158 km²). Według danych z 2010 r. hrabstwo miało 218 733 mieszkańców. Hrabstwo powstało 13 grudnia 1834 roku i nosi imię Richarda Johnsona - wiceprezydenta Stanów Zjednoczonych. W hrabstwie mieści się baza Sił Powietrznych Stanów Zjednoczonych - Whiteman Air Force Base.

## Sąsiednie hrabstwa
- Hrabstwo Lafayette (północ)
- Hrabstwo Pettis (wschód)
- Hrabstwo Henry (południe)
- Hrabstwo Cass (zachód)
- Hrabstwo Jackson (północny zachód)

## Miasta
- Centerview
- Chilhowee
- Holden
- Kingsville
- Knob Noster
- La Tour (CDP)
- Leeton
- Warrensburg